# Polla
Polla ist eine italienische Kleinstadt mit 5098 Einwohnern (Stand 31. Dezember 2023) im Vallo di Diano östlich der Provinzhauptstadt Salerno in der Region Kampanien und Teil der Comunità Montana Vallo di Diano.

## Geografie
Der Ort liegt etwa 70 km südlich von der Kreisstadt Salerno und rund 100 km von Neapel entfernt. Die Nachbargemeinden sind Atena Lucana, Auletta, Brienza (PZ), Caggiano, Corleto Monforte, Pertosa, Sant’Angelo Le Fratte (PZ) und Sant’Arsenio.

## Wirtschaft und Infrastruktur
In Polla befindet sich ein Bahnhof auf der Strecke Sicignano degli Alburni–Lagonegro.

## Städtepartnerschaften
- Steinenbronn – Deutschland
- Bernsdorf (Oberlausitz) – Deutschland